# Kel-Tec
Kel-Tec CNC Industries Inc. або Kel-Tec — американський розробник та виробник вогнепальної зброї, заснований Джорджем Келлгреном у 1991 році, розташований в місті Коко у штаті Флорида (США). Компанія виробляє вогнепальну зброю з 1995 року, починаючи з саморозарядних пістолетів і розширившись до гвинтівок, а потім і рушниць. Kel-Tec — приватна корпорація у Флориді.
Шведський дизайнер Джордж Келлгрен, власник і головний інженер Kel-Tec, також розробив багато попередніх моделей вогнепальної зброї Husqvarna, Swedish Interdynamics AB (у Швеції), Intratec і Grendel. Компанія займається розробкою та виробництвом широкого спектру вогнепальної зброї, починаючи від самозарядних пістолетів до самозарядних гвинтівок та рушниць.

## Історія
Серед виробів Kel-Tec — пістолет P-11 (калібр 9 мм); пістолет П-32 (калібр 32 ACP); пістолет П-3АТ (калібр .380 ACP); P-40 (калібр .40 S&W) (знятий з виробництва); SUB-9 і пізніший SUB-2000, обидва самозарядні карабіни пістолетного калібру. Крім того, компанія пропонує сімейство гвинтівок калібру 5,56×45 мм, відоме як серія SU-16.
У листопаді 2005 року був представлений далекобійний пістолет PLR-16, заснований на ключових елементах конструкції, скопійованих з попередньої конструкції гвинтівки SU-16.
Нова конструкція пістолета від Kel-Tec у 2010 році — легкий, повнорозмірний самозарядний пістолет .22 Magnum 30 shot PMR30. У 2016 році Kel-Tec представила карабін CMR-30 на основі PMR30.
Kel-Tec сподівається організувати більше постачання в майбутньому. Її ліцензія дозволяє експортувати до 10 000 одиниць зброї й компанія запропонувала українцям власну виробничу лінію та щотижневі поставки.

### Найлегший та найтонший самозарядний 9мм пістолет

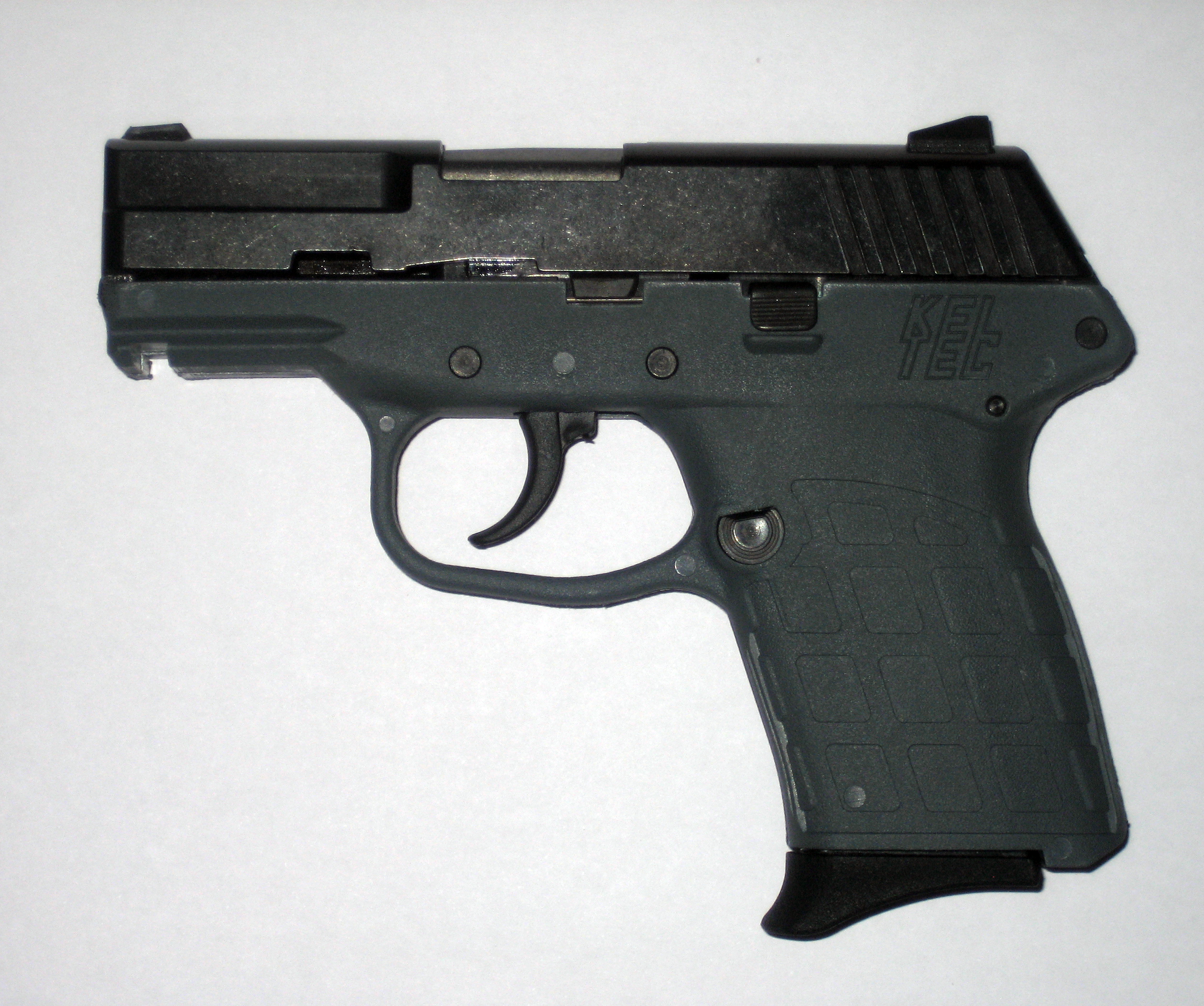
Kel-Tec PF-9

PF-9, плоский самозарядний пістолет з однорядним магазином 9×19 мм, заснований на попередніх конструкціях P-11 та P-3AT, після випуску рекламувався як найтонший і найлегший 9 мм пістолет в історії, який коли-небудь випускався серійно. Він був запущений в 2006 році.

### «Високоефективні гвинтівки»
На виставці SHOT Show у 2007 році, що проходила в Орландо, штат Флорида, Kel-Tec представила серію нових «високоефективних гвинтівок» під назвою RFB, що означає «Rifle, Forward-ejection, Bull-pup.» (дослівно — «Гвинтівка, викид уперед, Бул-пап»). RFB — це самозарядна гвинтівка з відведенням порохових газів і з механізмом замикання казенної частини, що заряджає набій 7,62×51 мм НАТО і використовує метричні магазини FAL.
«Сімейство» RFB складається з серії гвинтівок Bullpup з трьома варіантами довжини ствола (18-дюймовий карабін, 24-дюймовий спортивний та 32-дюймова цільовий варіант), а також запатентована система викиду вперед через трубку, розташовану над стволом. Це усуває головний недолік гвинтівок Bull-pup, який полягає в тому, що вони можуть бути незручними для використання лівшами. Постачання гвинтівок RFB у США було заплановано на лютий 2009 року. Починаючи з 2013 року вони поступили у вільний продаж. Удосконалена гвинтівка Булпап RDB (Rifle Downward-ejecting Bullpup) була випущена наприкінці 2015 року

### Підтримка України
18 березня 2022 року представники Kel-Tec повідомили, що у зв'язку з російським вторгненням в Україну відправлять партію з 400 самозарядних карабінів Kel-Tec SUB-2000 загальною вартістю 200 тисяч доларів США на об'єкт під управлінням НАТО для майбутньої передачі силам територіальної оборони ЗСУ. Так американці збирають зброю, боєприпаси, бронежилети, каски та інше тактичне спорядження у відповідь на обіцянку президента України Володимира Зеленського озброїти своїх громадян.

## Перелік зброї
Kel-Tec поділяє свою лінійку продуктів на три основні категорії: пістолети, рушниці («дробовики») та гвинтівки.

### Пістолети
- Kel-Tec PF9
- Kel-Tec P11
- Kel-Tec P17
- Kel-Tec P32
- Kel-Tec P3AT
- Kel-Tec P50
- Kel-Tec PLR16
- Kel-Tec PLR22
- Kel-Tec PMR30
- Kel-Tec PR57
- Kel-Tec CP33

### Рушниці
- Kel-Tec KSG
  - Kel-Tec KSG-25
  - Kel-Tec KSG Tactical
  - Kel-Tec KSG Compact
- Kel-Tec KS7

### Гвинтівки
- Kel-Tec SUB-2000
- Kel-Tec SUB CQB
- Kel-Tec СУ-16
- Kel-Tec СУ-22
- Kel-Tec RFB
- Kel-Tec CMR-30
- Kel-Tec RDB[8]

## Галерея

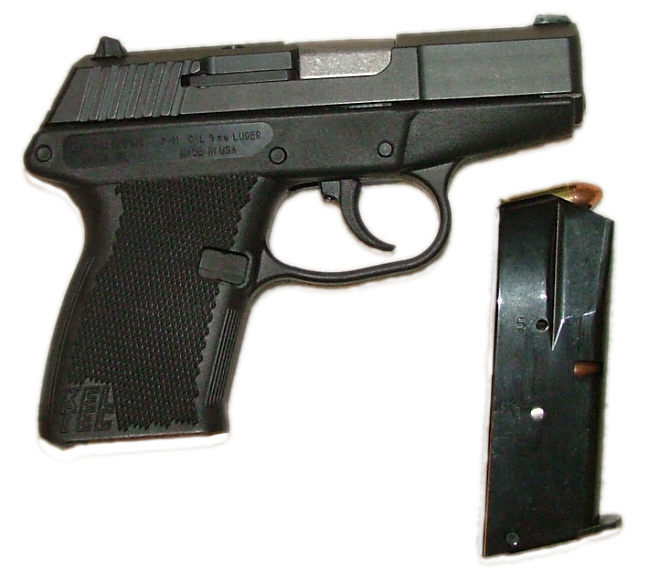
P-11 9 мм із зарядженим магазином
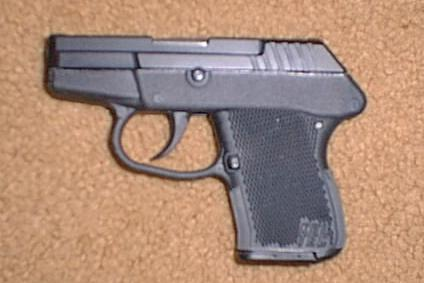
P-32 .32 ACP
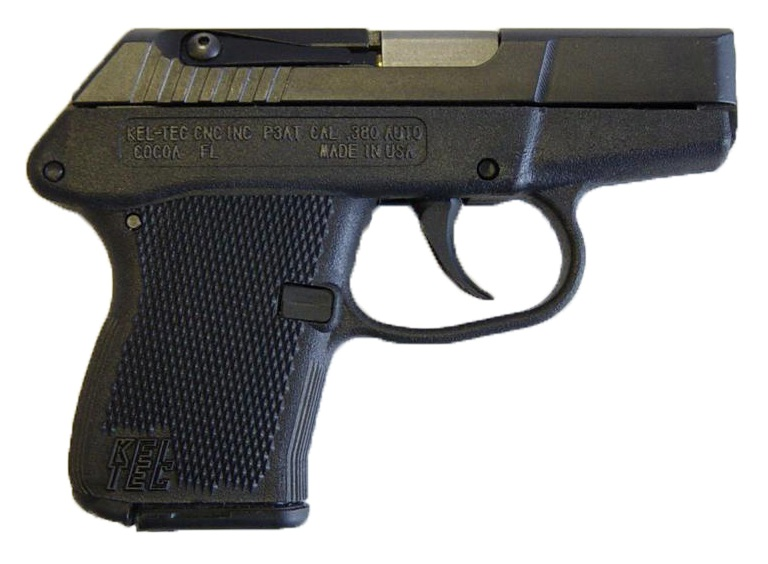
П-3АТ .380 ACP
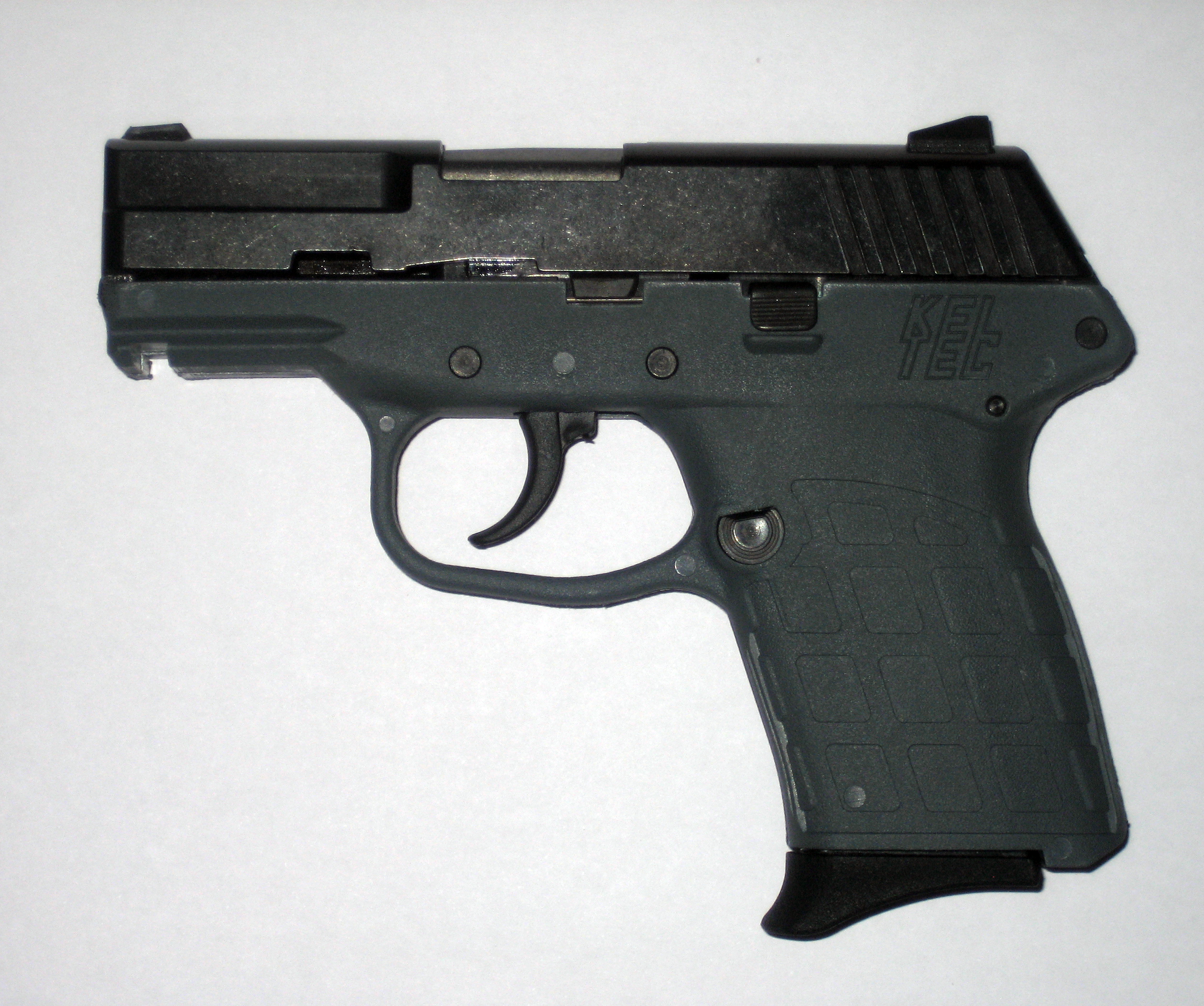
PF-9 9 мм воронене покриття з сірим руків'ям
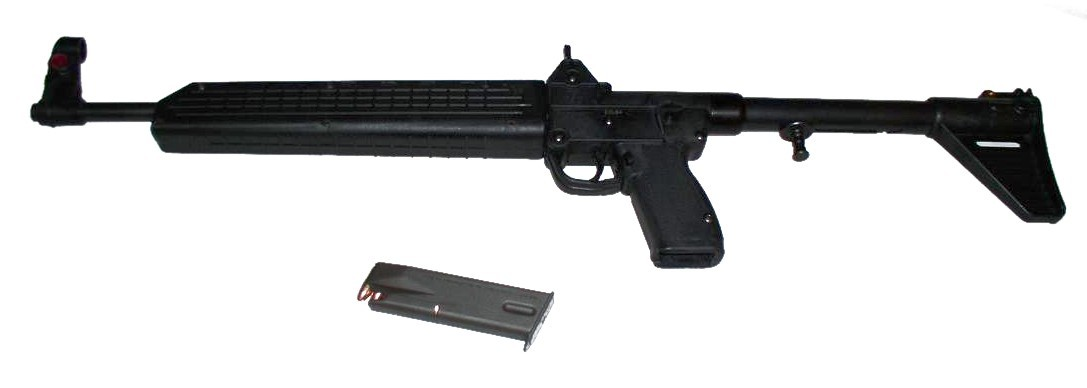
SUB-2000 9 мм з магазином Beretta на 15 патронів
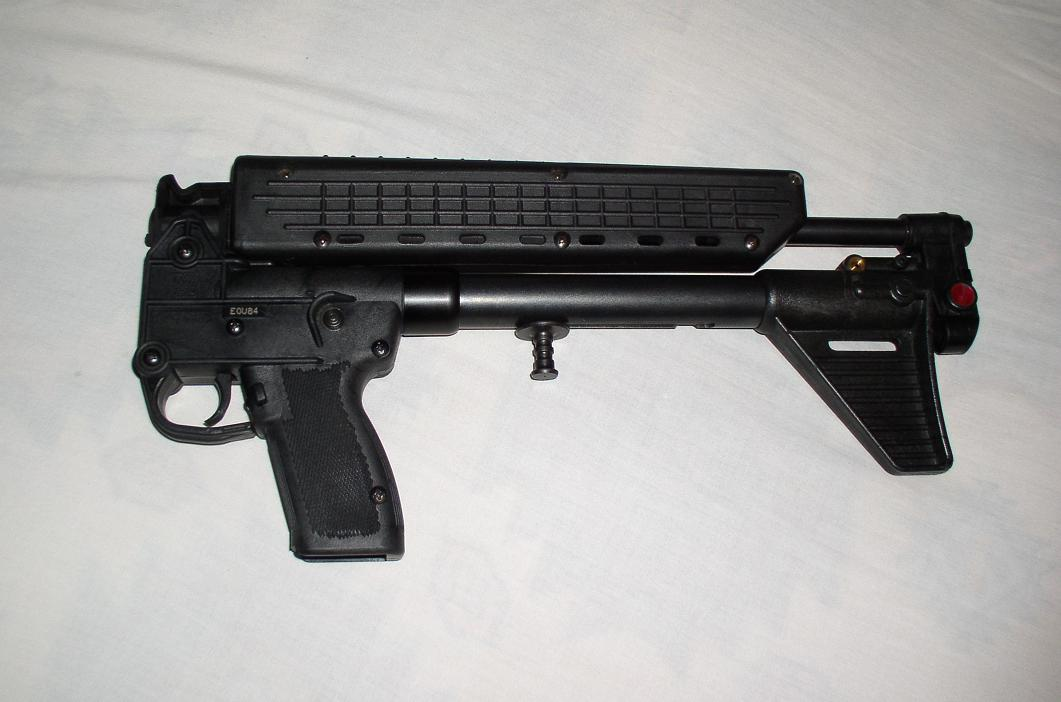
SUB-2000 9 мм, складений
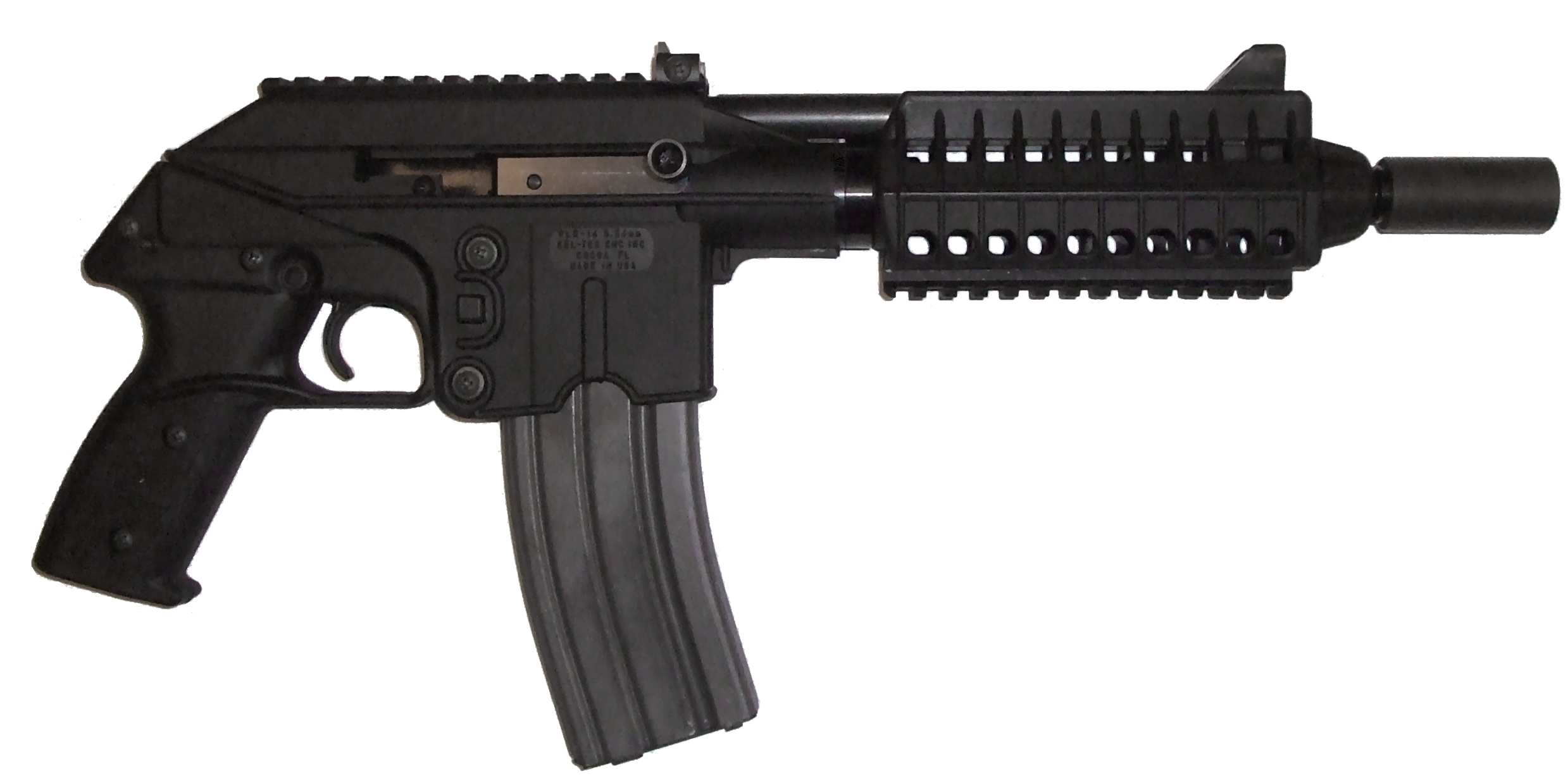
PLR-16 5,56×45 мм з компактним цівком і лінійним дуловим гальмом Levang
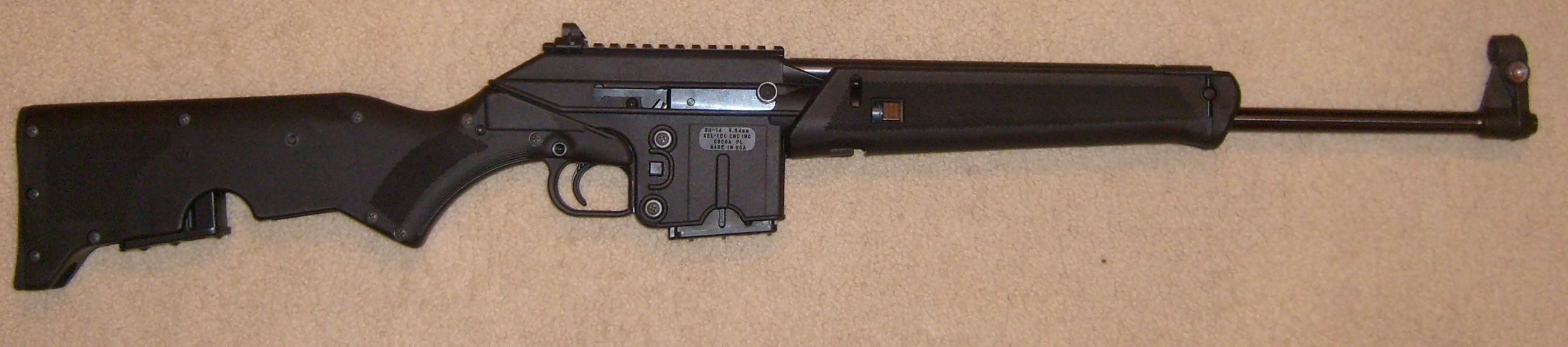
СУ-16А 5,56×45 мм
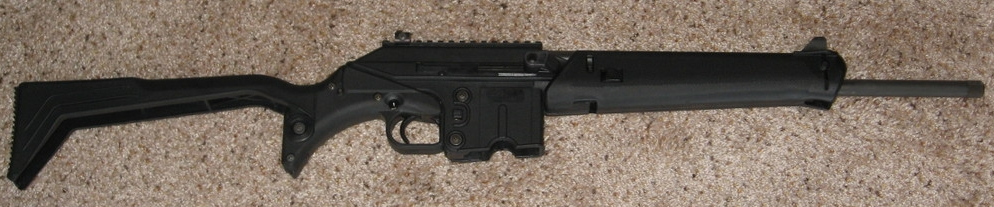
СУ-16С 5,56×45 мм, з прикладом у фіксованому положенні
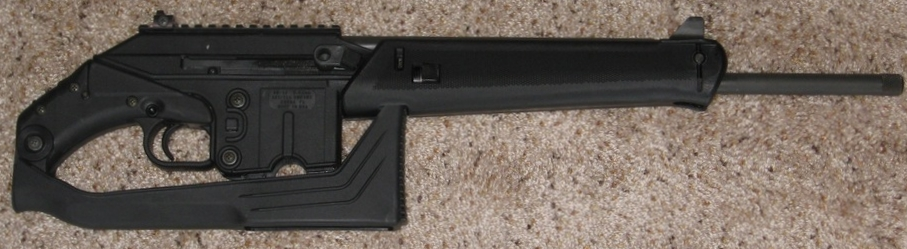
СУ-16С 5,56×45 мм, з прикладом у складеному положенні
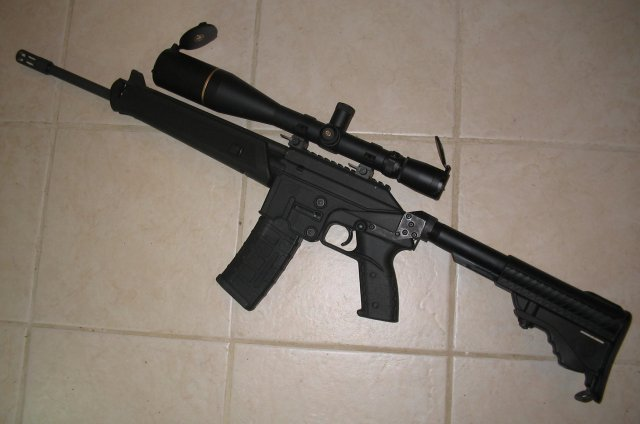
СУ-16С 5,56×45 мм, зі складним прикладом, пістолетним руків'ям та оптичним прицілом
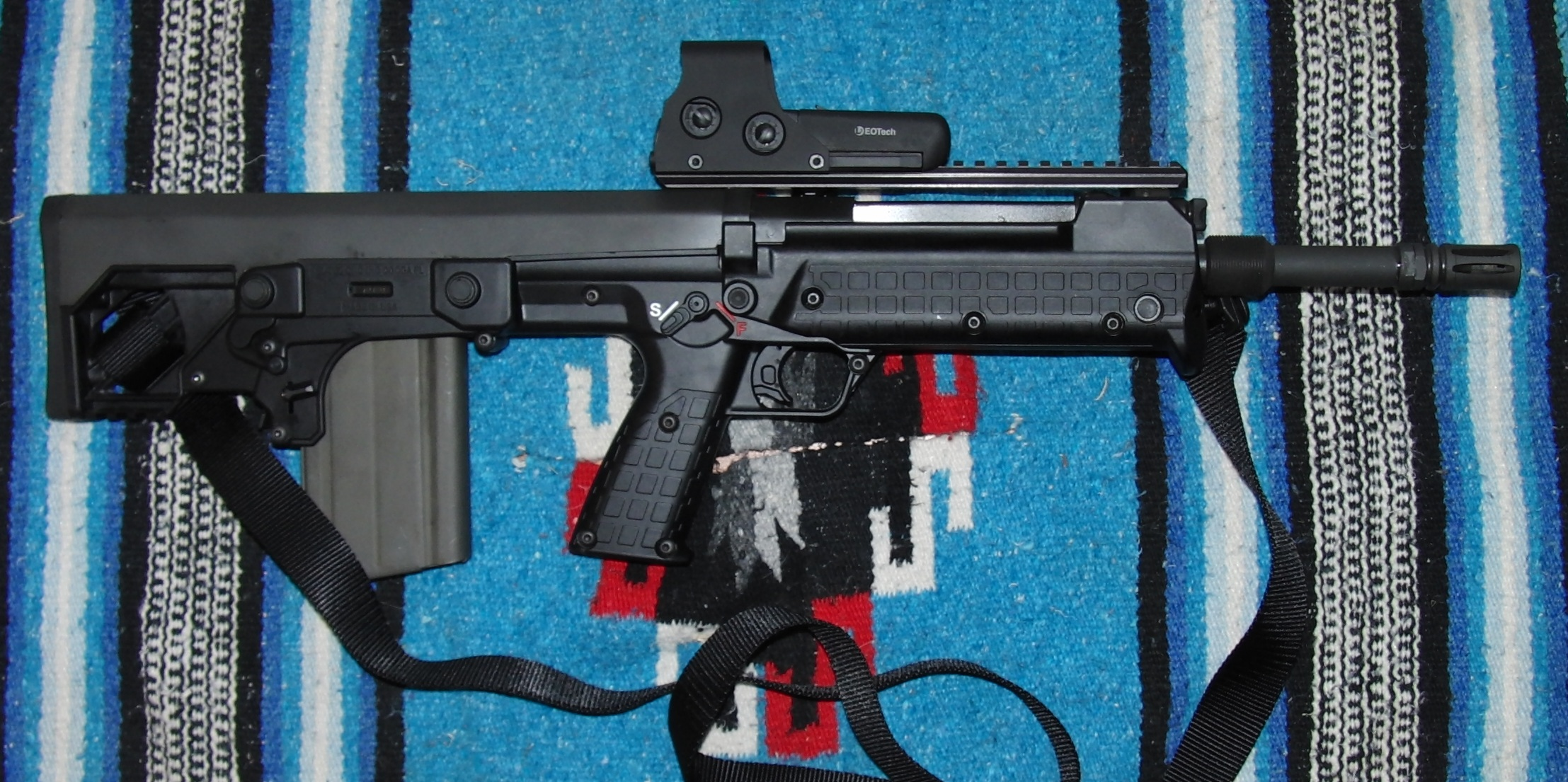
RFB 7,62×51 мм, з голографічним прицілом і стропом
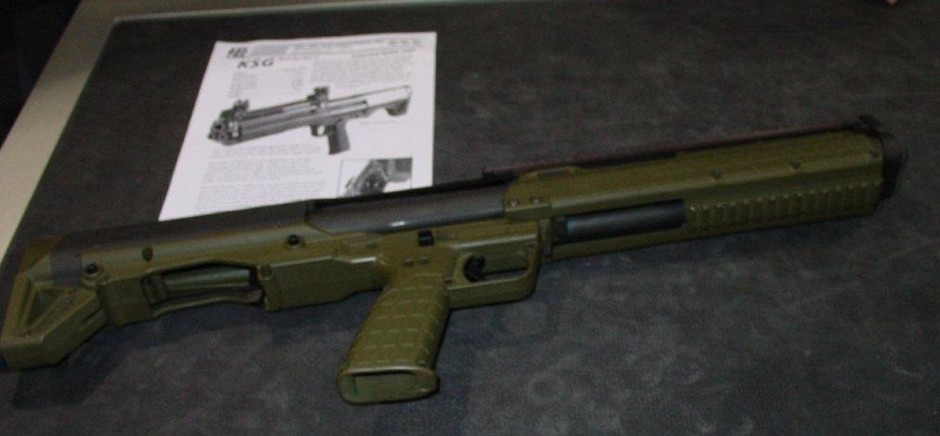
Калібр KSG 12